# Recess (série de televisão)
Recess (Hora do Recreio no Brasil e Recreio em Portugal) é uma série de animação original dos Estados Unidos, criado por Paul Germain e Joe Ansolabehere, produzida pela Walt Disney Television Animation. Esteve no ar através da ABC (bloco Disney's One Saturday Morning) de 1997 a 1999, e na UPN (bloco Disney's One Too) de 1999 a 2001.
Em Portugal, a série foi transmitida na RTP1 pelo espaço Clube Disney, pelo programa Disney Kids, que passa desde 2003 na SIC, no Disney Channel e também no Disney Cinemagic. 
No Brasil, foi exibida entre 2000 e 2005 pelo SBT nos programas Disney Club, Disney CRUJ, Sábado Animado e Festolândia. De 2001 a 2006, foi exibido pelo Disney Channel.

## Personagens
Theodore Jasper "T.J." Detweiler
T.J. Detweiler é o líder de seus cinco melhores amigos. Ele normalmente gasta seu tempo planejando travessuras contra os professores. Tem uma irmã mais velha chamada Becky, que foi vista no filme Recess: School's Out e foi dublada por Melissa Joan Hart. T.J. Tem uma boa habilidade de liderança e um talento para falar em público. Sempre com o seu boné vermelho virado pra trás, ele é o personagem principal da turma. Ele foi dublado por Ross Malinger de 1997-1998 e depois Andrew Lawrence. No Brasil, foi dublado por Thiago Barioni/Úrsula Bezerra. Em Portugal, foi dobrado por Luís Lucena.
Vincent Pierre "Vince" LaSalle
Vince é o atleta mais talentoso na escola. Ele é alto e é um Afro-Americano. Vince também é um hábil líder. Seu maior rival é Lawson, um aluno da quinta série que regularmente o atrai a competições. Ele foi dublado por Rickey D'Shon Collins. No Brasil, foi dublado por Vagner Fagundes. Em Portugal foi dobrado por Miguel Teixeira.
Ashley Funicello Spinelli
Ashley Spinelli é uma tomboy. Ela odeia seu primeiro nome Ashley por causa das outras garotas Ashley. Seus pais muitas vezes a embaraçam na frente de seus amigos. Assim, ela não tolera muito interação entre pais e amigos. Ela é a menina mais geniosa da turma. No Brasil seu nome foi trocado para Patrícia Spinelli para se encaixar culturalmente no conceito de menina patricinha. Spinelli foi dublada pela Pamela Segall Adlon. No Brasil, foi dublada por Angélica Santos. Em Portugal, foi dobrada por Ana Paula Mota.
Gretchen Prunella Grundler
Gretchen é academicamente talentosa e extremamente inteligente e é conhecida como "Smart Girl" no playground. Ela tem demonstrado a capacidade de fazer trabalhos da sexta série e provavelmente aqueles de um nível mais elevado. A mais inteligente da turma, usa óculos e é dentuça. Ela foi dublada por Ashley Johnson. No Brasil, foi dublada por Cristiane Bullara. Em Portugal, foi inicialmente dobrada por Cármen Santos e mais tarde por Cristina Cavalinhos.
Michael "Mikey" Blumberg
Mikey é obeso, pacífico e filosófico. Ele escreve poesia, realiza dança clássica e acredita em noções de paz que muitas vezes são despedidas pelos outros. Por ser gordo ele é o mais comilão. Mikey foi dublado por Jason Davis; cantando, sua voz era fornecida por Robert Goulet, antes da morte de Goulet. No Brasil, foi dublado por Sérgio Cavalcanti. Em Portugal, foi dobrado por Tiago Retrê nos diálogos e por Paulo Espírito-Santo nas partes cantadas. 
Gustav Patton "Gus" Griswald
Gus é a mais nova criança na Terceira Rua, Gus normalmente é ingénuo às regras do pátio e suas tradições. Gus vem de uma família militar muito disciplinada, o que fez sua família se deslocar com frequência. Ele foi dublado por Courtland Mead. No Brasil, foi dublado por Gabriel Noya/Thiago Keplmair. Em Portugal, foi dobrado por Guilherme Duarte. 
Outros
Dentre a maioria dos personagens os que se destacam mais são:
- Diretor (Diretor Romão, na versão portuguesa): é o manda chuva do colégio. No Brasil, foi dublado por Hélio Vaccari. Em Portugal, foi dobrado por Jorge Sequerra.
- Senhorita Finster (Miss Finster, na versão portuguesa): é a inspetora de alunos. Está sempre atenta. É muito rígida na disciplina dos alunos. No Brasil, foi dublada por Helena Samara. Em Portugal, foi dobrada por Irene Cruz.
- Miss Grotke: é a professora hippie da turma de TJ e amigos. No Brasil foi dublado por Tânia Gaidarji. Em Portugal, foi dobrada por Cármen Santos.
- Miss Lemon: é a secretária do Diretor. É muito resmungona e mal-humorada, passa o tempo todo a teclar na máquina de escrever. Em Portugal, foi dobrada por Isabel Ribas.
- Rei Bob: O soberano do pátio.sempre chamando os outros de bobões e tem 2 capangas sem noção. No Brasil foi dublado por Jaime Queiroz/Paulo Cavalcante. Em Portugal, foi dobrado por Peter Michael.
- Patricinhas (Ashleys, na versão portuguesa): são 4 garotas sem noção e Arqui-inimigas de Spinelli. Só ficam zombando de Spinelli e fofocando assuntos de meninas. Em Portugal, foram dobradas por Isabel Ribas(Ashley A. e Ashley C.), Ana Paula Mota(Ashley B.) e Cármen Santos(Ashley D.).
- Crianças do jardim de infância: são crianças mais novas que ficam aprisionando os meninos mais velhos para deixá-los no Castigo Bumbum como o Rei Bob sempre tem chefes novos cada episódio.Em Portugal, foram dobradas por Cármen Santos, Isabel Ribas, Cristina Cavalinhos
- Miúda Voadora: é uma menina com roupa de aviador e óculos que só fica balançando para bater o grande recorde.Em Portugal, foi dobrado por Cármen Santos.
- Menina de Cabeça para baixo: assim como a menina balanço ela fica o tempo todo de cabeça para baixo. Ela nunca falou em nenhum episódio, mas falou no filme Recess:All Growed Down.
- Escavadores: dupla de gêmeos que está sempre cavando buracos no hora do recreio. No Brasil, foram dublados por Úrsula Bezerra. Em Portugal, foram dobrados por Peter Michael(Dave) e Jorge Sequerra(Sam).
- Miúdo Guru: garoto que está sempre meditando. Geralmente dá o mesmo conselho a todos. Em Portugal, foi dobrada por Isabel Ribas
- Miúdo Rufião: passa o tempo todo empurrando coisas para as outras crianças. Ostenta em seu casacão uma variedade de itens. No Brasil, foi dublado por Fábio Lucindo. Em Portugal, foi dobrado por Peter Michael.
- Randall: é o dedo-duro da turma. Não passa um minuto que não esteja tentando contar qualquer coisa para a Senhorita Finster. Claro que isso faz dele o menos popular da turma. No Brasil, foi dublado por Rogério Vieira/Yuri Chesman. Em Portugal, foi dobrado por Jorge Sequerra.

## Dublagem
- Theodore J. 'T.J.' Detweiler: Thiago Barioni
- Vincent Pierre "Vince" LaSalle: Vagner Fagundes
- Patrícia Spinelli: Angélica Santos
- Michael "Mikey" Blumberg: Sérgio Cavalcanti
- Gustav Patton "Gus" Griswald: Gabriel Noya
- Gretchen Prunella Grundler: Cristiane Bullara
- Diretor Pete Prickley: Hélio Vaccari
- Inspetora Muriel Finster: Helena Samara
- Senhorita Alordayne Grotkey:Tânia Gaidarji
- Randall Weems:Rogério Vieira/ Yuri Chesman
- Rei Bob: Jaime Queiroz

## Lista de episódios
1ª Temporada
S01 E01 - A Invasão
S01 E02 - O Miúdo Novo
S01 E03 - Parents' Night
S01 E04 - Swing on Thru to the Other Side
S01 E05 - First Name Ashley
S01 E06 - To Finster with Love
S01 E07 - King Gus
S01 E08 - Big Brother Chad
S01 E09 - Nossa Querida Gretchen
S01 E10 - Speedy, Mal Te Conheciamos
S01 E11 - I Will Kick No More Forever
S01 E12 - The Kid Came Back
S01 E13 - The Pest
S01 E14 - The Legend of Big Kid
S01 E15 - The Box
S01 E16 - The Trial
S01 E17 - Teachers Lounge
S01 E18 - Randall's Reform
S01 E19 - Rainy Days
S01 E20 - The Great Can Drive
S01 E21 - The Great Jungle Gym Stand Off
S01 E22 - Jinxed
S01 E23 - The Experiment
S01 E24 - Officer Mikey
S01 E25 - The Voice
S01 E26 - Kids in the Mist
2ª Temporada
S02 E01 - O Jogo
S02 E02 - O Pátio Sem Retorno
S02 E03 - A Força de Gus
S02 E04 - Operação Visita de Estudo
S02 E05 - The Challenge
S02 E06 - Wild Child
S02 E07 - The Substitute
S02 E08 - Gretchen and the Secret of Yo
S02 E09 - The Girl Was Trouble
S02 E10 - Copycat Kid
S02 E11 - Operation Stuart
S02 E12 - Pharaoh Bob
S02 E13 - The Hypnotist
S02 E14 - A Menina da Mamã
S02 E15 - Economia de Recreio
S02 E16 - Miúdos Omega
S02 E17 - Yes, Mikey, Santa Does Shave (1)
S02 E18 - Yes, Mikey, Santa Does Shave (2)
S02 E19 - The Story of Whomps
S02 E20 - Weekend at Muriel's
S02 E21 - Mau Dia Para o Cabelo
S02 E22 - Aulas de Dança
S02 E23 - Director Por Um Dia
S02 E24 - O Concurso de Beleza
S02 E25 - The Break-Up
S02 E26 - Ashley Desamparada